# Spoorlijn Älvdalen - Mora

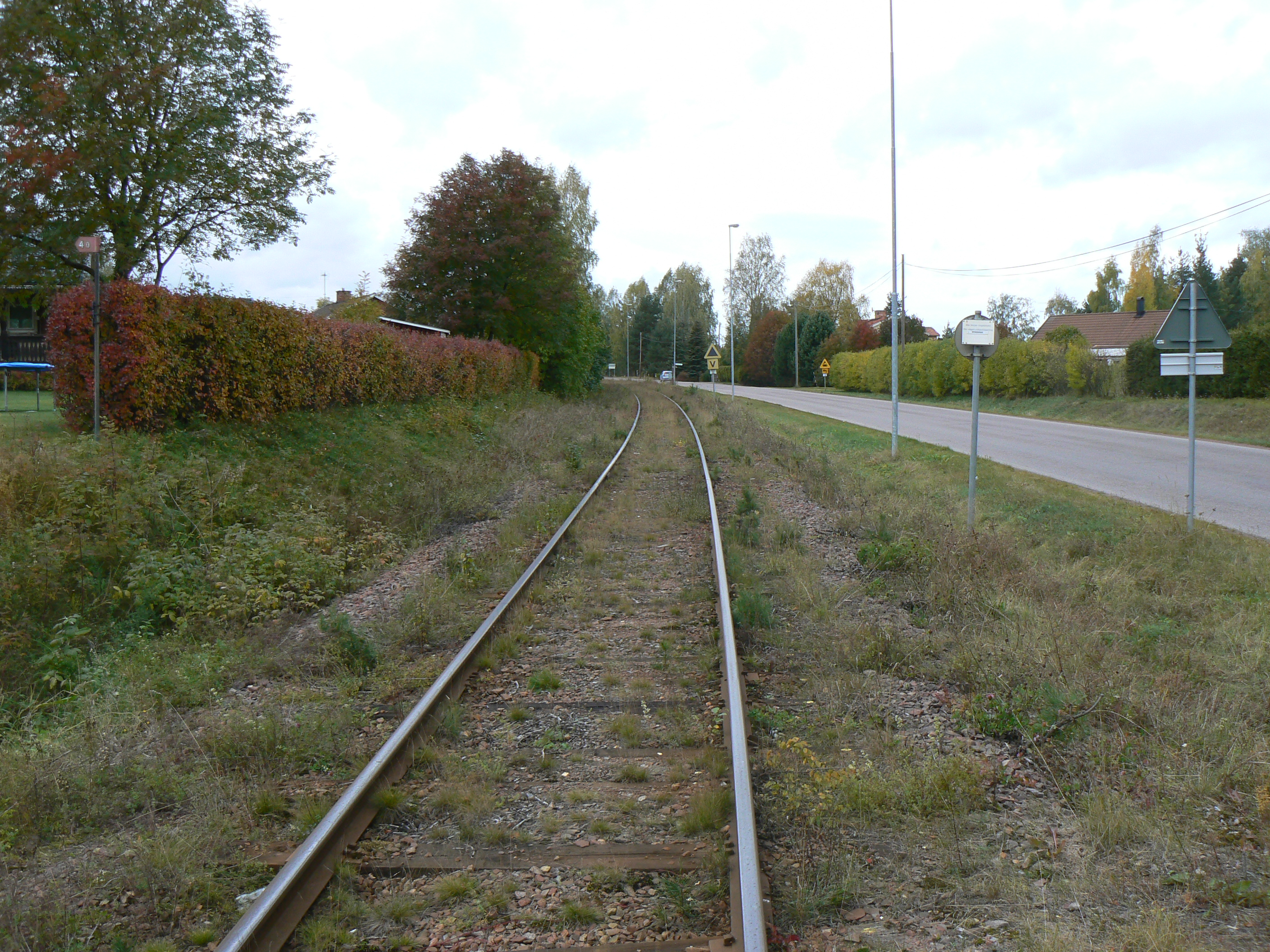
Älvdalsbanan

De spoorlijn tussen Älvdalen en Mora is een Zweedse spoorlijn ook bekend als Zweeds: Älvdalsbanan van de voormalige spoorwegmaatschappij Mora-Elfdalens Jernväg (MEJ) gelegen in de provincie Dalarnas län.

## Geschiedenis
Het traject tussen Mora en Älvdalen werd door de voormalige spoorwegmaatschappij Mora-Elfdalens Jernväg (MEJ) in 1900 geopend.

## Treindiensten

### SJ
De Statens Järnvägar (SJ) verzorgde het personenvervoer op dit traject.

## Aansluitingen
In de volgende plaatsen was of is er een aansluiting van de volgende spoorwegmaatschappijen:

### Morastrand
- Inlandsbanan, spoorlijn tussen Gällivare en Kristinehamn
- Dalabanan, spoorlijn tussen Uppsala en Morastrand

### Mora
- Inlandsbanan, spoorlijn tussen Gällivare en Kristinehamn
- Dalabanan, spoorlijn tussen Uppsala en Morastrand

## ATC
Het traject is niet voorzien van het zogenaamde Automatische Tågkontroll (ATC).